# Halarachne halichoeri
Halarachne halichoeri är en spindeldjursart som beskrevs av George James Allman 1847. Halarachne halichoeri ingår i släktet Halarachne, och familjen Halarachnidae. Arten är reproducerande i Sverige.